# King Records
King Records je americké hudební vydavatelství, které založil v roce 1943 Syd Nathan. Mezi umělce, kteří s tímto vydavatelstvím spolupracovali patří, mimo jiné, i Cecil Gant, James Brown, Al Dexter, Jack Dupree, Petula Clark, David Allan Coe a mnoho dalších hudebníků.